# Lliga neerlandesa de futbol 1913-14
La Lliga neerlandesa de futbol 1913–1914 va ser disputada per 24 equips que participaven en tres divisions. El campió nacional seria determinat per un play-off amb els guanyadors de la divisió de futbol de l'est, el sud i l'oest dels Països Baixos. L'HVV Den Haag va guanyar el campionat en vèncer al play-off el Vitesse Arnhem i el Willem II.

## Nous equips
Eerste Klasse Est:
- Robur et Velocitas

Eerste Klasse Sud: (nova divisió)
- MVV Maastricht
- VVV Venlo
- Willem II Tilburg
- Bredania/'t Zesde (retorn després de dues temporades d'absència, després d'haver jugat a la Divisió Oest)
- RKVV Wilhelmina (procedent de la Divisió Est)
- CVV Velocitas (procedent de la Divisió Oest)

Eerste Klasse Oest:
- UVV Utrecht

## Divisions

### Eerste Klasse Est
| Pos | Equip              | PJ | PG | PE | PP | GF | GC | DG  | Pts | Classificació                             |
| --- | ------------------ | -- | -- | -- | -- | -- | -- | --- | --- | ----------------------------------------- |
| 1   | Vitesse            | 14 | 11 | 0  | 3  | 43 | 12 | +31 | 22  | Classificat per al play-off del campionat |
| 2   | HVV Tubantia       | 14 | 8  | 3  | 3  | 43 | 23 | +20 | 19  |                                           |
| 3   | Koninklijke UD     | 14 | 7  | 2  | 5  | 27 | 24 | +3  | 16  |                                           |
| 4   | Quick Nijmegen     | 14 | 6  | 2  | 6  | 31 | 20 | +11 | 14  |                                           |
| 5   | Go Ahead           | 14 | 5  | 4  | 5  | 22 | 30 | −8  | 14  |                                           |
| 6   | GVC Wageningen     | 14 | 5  | 3  | 6  | 22 | 35 | −13 | 13  |                                           |
| 7   | Robur et Velocitas | 14 | 4  | 3  | 7  | 23 | 35 | −12 | 11  |                                           |
| 8   | EFC PW 1885        | 14 | 1  | 1  | 12 | 10 | 42 | −32 | 3   | No participa la següent temporada         |

### Eerste Klasse Sud
Els equips que participen a l'Eerste Klasse South no jugaran la propera temporada a causa de la mobilització de la Primera Guerra Mundial. La lliga es reprendria el una temporada més tard.

| Pos | Equip             | PJ | PG | PE | PP | GF | GC | DG  | Pts | Classificació                             |
| --- | ----------------- | -- | -- | -- | -- | -- | -- | --- | --- | ----------------------------------------- |
| 1   | Willem II         | 10 | 6  | 3  | 1  | 35 | 10 | +25 | 15  | Classificat per al play-off del campionat |
| 2   | CVV Velocitas     | 10 | 7  | 1  | 2  | 30 | 11 | +19 | 15  |                                           |
| 3   | MVV Maastricht    | 10 | 4  | 3  | 3  | 16 | 18 | −2  | 11  |                                           |
| 4   | Bredania/'t Zesde | 10 | 4  | 2  | 4  | 15 | 18 | −3  | 10  | No participa la temporada 1915–16         |
| 5   | RKVV Wilhelmina   | 10 | 3  | 2  | 5  | 17 | 21 | −4  | 8   |                                           |
| 6   | VVV Venlo         | 10 | 0  | 1  | 9  | 7  | 42 | −35 | 1   |                                           |

### Eerste Klasse Oest
| Pos | Equip            | PJ | PG | PE | PP | GF | GC | DG  | Pts | Classificació                             |
| --- | ---------------- | -- | -- | -- | -- | -- | -- | --- | --- | ----------------------------------------- |
| 1   | HVV Den Haag     | 18 | 14 | 2  | 2  | 56 | 32 | +24 | 30  | Classificat per al play-off del campionat |
| 2   | Sparta Rotterdam | 18 | 8  | 5  | 5  | 30 | 30 | 0   | 21  |                                           |
| 3   | HFC Haarlem      | 18 | 9  | 1  | 8  | 41 | 30 | +11 | 19  |                                           |
| 4   | Koninklijke HFC  | 18 | 7  | 4  | 7  | 40 | 38 | +2  | 18  |                                           |
| 5   | DFC              | 18 | 7  | 3  | 8  | 32 | 30 | +2  | 17  |                                           |
| 6   | UVV Utrecht      | 18 | 8  | 1  | 9  | 24 | 29 | −5  | 17  |                                           |
| 7   | VOC              | 18 | 8  | 0  | 10 | 28 | 32 | −4  | 16  |                                           |
| 8   | HC & CV Quick    | 18 | 6  | 3  | 9  | 32 | 35 | −3  | 15  |                                           |
| 9   | HBS Craeyenhout  | 18 | 5  | 5  | 8  | 31 | 36 | −5  | 15  |                                           |
| 10  | AFC Ajax         | 18 | 5  | 2  | 11 | 22 | 44 | −22 | 12  | No participa la següent temporada         |

### Play-off pel campionat
| Pos | Equip        | PJ | PG | PE | PP | GF | GC | DG  | Pts |  | HVV | VIT | WIL |
| --- | ------------ | -- | -- | -- | -- | -- | -- | --- | --- |  | --- | --- | --- |
| 1   | HVV Den Haag | 4  | 3  | 0  | 1  | 16 | 6  | +10 | 6   |  |     | 2–1 | 8–0 |
| 2   | Vitesse      | 4  | 3  | 0  | 1  | 9  | 4  | +5  | 6   |  | 4–1 |     | 1–0 |
| 3   | Willem II    | 4  | 0  | 0  | 4  | 2  | 17 | −15 | 0   |  | 1–5 | 1–3 |     |